# Coleman Jett Goin
Coleman Jett Goin est un herpétologiste américain, né le 25 février 1911 à Gainesville, Floride et mort le 12 mai 1986 à Flagstaff, Arizona.

## Biographie
Il étudie à l’université de Pittsburgh seulement à partir de 1935. Il part l’année suivante à l’université de Floride où il obtient son Bachelor of Sciences (1939), son Master of Sciences (1941) et son Ph. D. (1946). C’est durant ses études à Pittsburgh qu’il commence à s’intéresser à l’herpétologie et devient bénévole au Muséum Carnegie. Il continuera à y travailler tous les étés durant ses études. Il conduit son doctorat sous le limnologiste de James Speed Rogers (1892-1955).
Après sa thèse, il est employé par l’université de Floride comme assistant en zoologie puis professeur en 1956. Il prend sa retraite en 1971 mais, après son départ pour Flagstaff en Arizona, il travaille en association avec le Museum of Northern Arizona.
Goin se spécialise d’abord sur les amphibiens et, malgré des séquelles d’une attaque de poliomyélite, il est un excellent homme de terrain. Il fait paraître environ 120 publications sur les amphibiens et décrit plusieurs nouveaux taxons. Il fait paraître plusieurs livres, certains avec son collègue de Floride, Archie Carr (1909-1987), d’autres avec Doris Mable Cochran (1898-1968) ou sa femme Olive Lynda Bown Goin (1912-).
Il assure la présidence (1966), la vice-présidence (de 1942 à 1946) et la fonction de trésorier de l’American Society of Ichthyologists and Herpetologists (de 1952 à 1957).

## Liste partielle des publications
- 1947 : Studies on the life history of Eleutherodactylus ricordii planirostris (Cope) in Florida, with special reference to the local distribution of an allelomorphic color pattern (University of Florida Press, Gainesville).
- 1955 : avec Walter Auffenberg (1928-2004), « The fossil salamanders of the family Sirenidae » (The Museum, Cambridge).
- 1958 : avec W. Auffenberg, « New salamanders of the family Sirenidae from the Cretaceous of North America » (Chicago Natural History Museum).
- 1959 : avec Archie Carr, Guide to the reptiles, amphibians and fresh-water fishes of Florida (University of Florida Press, Gainesville).
- 1960 : Pattern variation in the frog Eleutherodactylus nubicola Dunn (University of Florida Press, Gainesville).
- 1961 : avec Doris Mable Cochran, « A new genus and species of frog (Leptodactylidae) from Colombia » (Chicago Natural History Museum).
- 1962 : avec Olive Lynda Bown Goin, Introduction to herpetology (W. H. Freeman, San Francisco) – réédité en 1971 et en 1978 avec George Robert Zug (1938-).
- 1963 : « Two new genera of leptodactylid frogs from Colombia » (San Francisco).
- 1965 : avec O.L.B. Goin, Comparative vertebrate anatomy (Barnes & Noble, New York).
- 1970 : avec O.L.B. Goin, Man and the natural world; an introduction to life science (Macmillan, New York) – réédité en 1975.
- 1970 : avec D.M. Cochran, The new field book of reptiles and amphibians; more than 200 photographs and diagrams (Putnam, New York).
- 1974 : avec O.L.B. Goin, Journey onto land (Macmillan, New York).

## Source
- Kraig Adler (1989). Contributions to the History of Herpetology, Society for the study of amphibians and reptiles : 202 p.  (ISBN 0-916984-19-2)